# Réservoir Opinaca
Pour les articles homonymes, voir Opinaca.
Le Réservoir Opinaca est un plan d'eau douce situé dans la municipalité Eeyou Istchee Baie-James, dans la région administrative du Nord-du-Québec, au Québec, au Canada.

## Géographie
Le réservoir Opinaca est situé à 140 km à l'est de la baie James et à quelque 120 km au nord-est du village cri d'Eastmain. Ce réservoir est situé en aval du réservoir de la Paix des Braves, lequel est plus à l'est. Les deux réservoirs sont connectés entre eux par un détroit de 41 km (sens est-ouest).
Ce réservoir est situé à 216 m d'altitude et couvre une superficie de 1 040 km². Sa réserve utile est de 3 395 hm cubes. Ce vaste plan d'eau est parsemé de nombreuses îles et presqu'îles. Les lacs à proximité du côté nord sont : Sakami, Boyd, Menouow et Ell.
Venant du nord-est, la rivière Opinaca se déverse dans le réservoir Opinaca par la rive est. À partir du complexe hydroélectrique érigé à l'embouchure du réservoir (côté ouest), la rivière Opinaca continue son parcours sur 90 km vers le sud-ouest pour aller se déverser dans La Grande Rivière, à 38,0 km à l'est du littoral de la Baie James, soit à Eastmain.
La mise en eau du réservoir a débuté dès 1980 afin d'approvisionner en eau le complexe hydroélectrique de la Grande Rivière. Cette dernière rivière coule vers l'ouest jusqu'au littoral de la baie James.

## Toponymie
L'appellation du réservoir Opinaca a été déterminée en 1952 et dérive de l'ancien lac et de la rivière du même nom.
Le toponyme Réservoir Opinaca a été officialisé le 18 décembre 1986 à la Banque des noms de lieux de la Commission de toponymie du Québec.